# URG-86

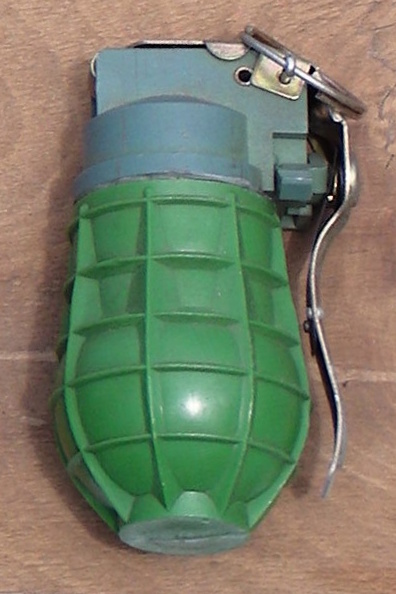
Univerzální ruční granát vz. 86

URG-86 je univerzální ruční granát, určený především proti živé síle nepřítele. Granát se skládá z několika základních částí: plastového těla granátu, kombinovaného zapalovače jenž umožňuje výbuch po nárazu nebo po časové prodlevě 3,2 až 4,6 s od aktivace zapalovače, dále z trhavé náplně plastické trhaviny PL-U-EP 14 a velkým množstvím střepin (1200) se smrtícím  účinkem do vzdálenosti až 8 m. Funkce granátu URG-86 je zajištěna i za ztížených klimatických podmínek v rozmezí teplot od −50 °C až po +50 °C. Granáty jsou dodávány v hermetické plechové krabici v dřevěném truhlíku po 20 kusech. Výroba granátů probíhá v českém podniku ZEVETA Bojkovice a ve VOP Nováky na Slovensku. URG-86 využívají v hojném počtu různé jednotky Armády České republiky a Ozbrojených sil Slovenské republiky.

## Varianty
Různé varianty URG-86 lze od sebe snadno rozpoznat podle barvy těla a zapalovače. 
- URG-86 – ostrá varianta, tělo i zapalovač jsou zelené
- URG-86-Rd – určen pro výcvikové účely vojsk, tělo je černé barvy a zapalovač zelený
- URG-86-Šk – určen k výuce vojáků a nácviku manipulace, tělo granátu i zapalovač jsou černé barvy
- URG-86-Č – levnější ekonomická varianta pouze s časovou funkcí granátu, ostatní parametry jsou totožné s URG-86.

## Technické údaje
- Výška: 117 mm
- Průměr těla granátu: 60 mm
- Hmotnost celková: 0,43 kg
- Trhavina: PL-U-EP 14
- Hmotnost trhavinové náplně: 0,042 kg
- Smrtící poloměr střepin: cca 8 m
- Zraňující poloměr střepin: do 25 m
- Rozsah časové funkce: 3,2 – 4,6 s